# 周浦東駅
周浦東駅（しゅうほひがしえき）は、中華人民共和国上海市浦東新区周浦鎮にある上海軌道交通16号線の駅である。

## 駅構造
相対式ホーム2面2線を有する高架駅。
2つの出入口があるが、降車客数が多いため、1番出入口は出口専用である。

## 歴史
- 2013年12月29日 - 開業。

## 隣の駅
上海地下鉄
■16号線普通
羅山路駅 - 周浦東駅 - 鶴沙航城駅